# Urgentni centar (američka TV serija, 11. sezona)
Jedanaesta sezona serije Urgentni centar je emitovana od 23. septembra 2004. do 19. maja 2005. godine na kanalu NBC i broji 22 epizode.

## Opis
Šejn Vest se pridružio glavnoj postavi na početku sezone. Aleks Kingston je napustila glavnu postavu nakon epizode "Strah". Ming-Na je napustila seriju nakon epizode "Beše noć". Noa Vajl je napustio glavnu postavu na kraju sezone.

## Uloge

### Glavne
- Noa Vajl kao Džon Karter
- Mora Tirni kao Ebigejl Lokhart
- Meki Fajfer kao Gregori Prat
- Aleks Kingston kao Elizabet Kordej (Epizode 1-4)
- Goran Višnjić kao Luka Kovač
- Šeri Stringfild kao Suzan Luis
- Ming-Na kao Džing-Mej Čen (Epizode 1-9)
- Parminder Nagra kao Nila Razgotra
- Linda Kardelini kao Samanta Tagart
- Šejn Vest kao Rej Barnet
- Lora Ins kao Keri Viver

### Epizodne
- Šarif Atkins kao Majkl Galant (Epizode 16-17)
- Skot Grajms kao Arčibald Moris (Epizode 1, 3, 5, 7, 9, 11, 13, 15-16, 18-22)

## Epizode
| Br. u seriji | Br. u sezoni | Naslov                       | Reditelj           | Scenarista                     | Premijerno emitovanje |
| --- | ------------ | ---------------------------- | ------------------ | ------------------------------ | --------------------- |
| 224 | 1            | Neko za put (2. deo)         | Kristofer Čulak    | Džo Saks                       | 23. septembar 2004    |
| Prat, Čenove i Elgin su spašeni nakon što su izbegli pucnjavu i upali u Čikašku reku, ali Elgin nije preživeo nesreću, a Pratu i Čenovoj je potrebna operacija. Kovač pokušava da nagovori Sem da se vrati u Opštu nakon što ga je zvao Semin sin Aleks tokom njihovog puta u Luisvil. Troje novih stažista, sa kojima su Ebi i Rej Barnet, stižu u opštu. Karter i Kem se opraštaju sa sinom i Kem napušta Čikago. Ebi započinje svoju lekarsku karijeru sa bolesnikom koji švercuje drogu. Prva pojava Reja Barneta. |              |                              |                    |                                |                       |
| 225 | 2            | Oštećeno                     | Pol Mekrejn        | Dejvid Zabel                   | 7. oktobar 2004       |
| Karter pati od nesanice i depresije zbog rastanka od Kem i preterava dok leči veterana iz Iraka. Ebi ima poteškoća sa uvređenim bolničarima dok pokušava da prihvati savet Viverove i izleči mladu ženu koja je oteta i prisiljena na seksualno ropstvo pre nego što pederski zločin ne ujedini zdravstvenu ekipu iza nje. Negde drugde, Kovač daje iskreno priznanje povratnici Sem. Nila prima iznenađujuću posetu, ali i malo podrške od svojih nadmenih roditelja stare škole i ne uspeva da dobije posao u Opštoj. |              |                              |                    |                                |                       |
| 226 | 3            | Probaj Karteru               | Džonatan Kaplan    | R. Skot Džemil                 | 14. oktobar 2004      |
| Kordejeva besni na Viverovu o zapošljavanju dr. Dubenka jer je Opšta prezauzeta slučajevima iz 4. jula, a Karter onda ubeđuje Kordejevu da uradi nezakonito presađivanje između dvojice HIV+ muškaraca. Ebi i Rej se svađaju oko metoda lečenja povređenog bicikliste glasnika. Ebi primećuje poteškoće sa stažistom Hauardom. Nila traži posao bez mnogo uspeha pre nego šti prihvati posao van njenih očekivanja. Karter otkriva Rejev neobičan stil života. |              |                              |                    |                                |                       |
| 227 | 4            | Strah                        | Lesli Linka Glater | Di Džonson                     | 21. oktobar 2004      |
| Dvoje male dece je primljeno u urgentni centar nakon pada kroz prozor sa trećeg sprata zbog navodnog bekstva od majčinog nasilnog, zlostavljačkog bivšeg supruga. Ipak, dodatne činjenice otkrivaju drugačiji razlog. Kordejeva je kažnjena zbog svoje nezakonite operacije i umesto da prihvati privremeni ordinacijski posao, ona odlučuje da pusti sve i vraća se u Englesku. Hauard daje otkaz na mestu stažiste nakon što je Ebi pokušala da razgovara o njegovom OPP-u. Luisova prauzima prazan položaj šefa urgentnog centra i nudi Nili stažiranje u Opštoj. Poslednja stalna pojava Elizabet Kordej. |              |                              |                    |                                |                       |
| 228 | 5            | Stažistin vodič u galaksiju  | Artur Albert       | Lisa Zverling                  | 4. novembar 2004      |
| Nili je prvi da nako povratka u urgentni centar, a Prat očekuje da stažisti preuzmu veći broj bolesnika tokom svojih smena, tražeći njihov izlaz. Nila se bori izbezumljenošću dok se takmiči sa konkurencijom i zbog postavljanja nepristojnih pitanja studentkinje medicine Džejn Figler dok je pokušavala da pomogne bolesniku sa ekutnom leukemijom. Rej dolazi do odrona, ali pravi veliku grešku dozvoljavajući darivanje organa protiv želja porodice jer je žurio sa papirologijom. Ne zanimajući je takmičenje, Ebi lažira špric da bi dobila HIV-zaštitnički lek za zabrinutog bolesnika i ima posla sa studentom medicine koji je očaran njom. Karter pita novu socijalnu radnicu Vendel Mid da izađe sa njim. |              |                              |                    |                                |                       |
| 229 | 6            | Vreme smrti                  | Kristofer Čulak    | Dejvid Zabel                   | 11. novembar 2004     |
| Kovač, Ebi, Prat i Sem pokušavaju da spasu život bivšem robijašu i alkoholičaru Čarliju Metkalfu koji možda proživljava poslednje minuta zbog bolešću povezanom sa cirizom. Čarli pokušava da se pomiri sa svojim sinom koga nije video od kad je izašao iz zatvora uz Seminu pomoć. Prat je besan zbog napora i troškova zbog lečenja Čarlija dok ga Kovač ne natera da se suoči sa svojim osećanjima oko svog odsutnog rođenog oca. Na kraju, Čarli odlučuje da prestane sa lečenjem i da sačeka smrt. |              |                              |                    |                                |                       |
| 230 | 7            | Belac, tamnokos              | Nelson Mekormik    | Lidija Vudvard                 | 18. novembar 2004     |
| Kovač i Sem leče kritično povređenu ženu koju je brutalno prebio i silovao serijski grabljivac. Želeći da pomogne policiji da prepozna počinioca, Sem dobija pristanak žene za rizičan postupak da bi pomogla ženi da govori, ali to joj se obija o glavu jer dovodi do smrti žene. Luisova prisustvuje zdravstvenoj vežbi ZKOAJ-a o čemu ne govori zaposlenima što stvara haos. Karter preterava dok leči pubertetlijku koja odbija svoje novorođenče dok je njegov bol zbog smrti njegovog sina jasan svima. |              |                              |                    |                                |                       |
| 231 | 8            | Pucanj u tami                | Džonatan Kaplan    | Džo Saks                       | 2. decembar 2004      |
| Luisova, Nila i Rej leče policajca koji je ranjen tokom pljačke. 15-ogodipnji sin mora da donese tešku odluku o metodi lečenja svog oca i obraća se Reju za savet. Rej obećava da će pomoći dečaku da objasni svoju odluku njegovoj majci, ali umesto toga odlazi na pljugu i kasnije ga grdi Nila nakon što se dečak predomislio. Ebi i Dubenko pomažu devojčici čija majka ne želi kritičnu operaciju u Opštoj, ali stanje joj se pogoršava pre nego što njen prevoz može da pođe. Karter i Vendel izlaze prvi put, ali na ležernu večeru. Prat otkriva da se stanje oca Čenove pogoršava. |              |                              |                    |                                |                       |
| 232 | 9            | Beše noć                     | Džuli Hebert       | Džuli Hebert                   | 9. decembar 2004      |
| Badnje Veče je u urgentnom centru, a bolnicu su preplavili beskućnici. Kad Čenova ne uspe da nađe nekoga da je zameni u smeni, daje otkaz i ostavlja Kartera kao jedinog glavnog u urgentnom centru. Karter i Rej koji nije na dužnosti spašavaju kritično povređenog dečaka, a Rej otkriva pravu priču o njegovim povredama od njegove mlađe sestre. Ebi i novi student medicine Džejk odvode na dijalizu bolesnika koji je u kritičnom stanju, ali ona ne može da dobije njegovog lekara koji treba da je dostupan. Uz podršku Kartera i Dubenka, ona krši pravila kako bi spasla bolesniku život. Prat dolazi u kuću Čenove i vidi je kako se sprema da skrati muke ocu koji ju je molio da uradi to u trenucima buncanja, a onda vraća telo svog oca u Kinu. Nila i Ebi uz Vendelinu pomoć sređuju poklone deci beskućnicima u Opštoj. Poslednja pojava Džing-Mej Čen. |              |                              |                    |                                |                       |
| 233 | 10           | Koža                         | Stiven Kreg        | Di Džonson                     | 13. januar 2005       |
| Kad je izašla na cigaru, Ebi otimaju pod pretnjom pištolja dva crnca člana bande u nadi da ona može da spase njihovog ranjenog vođu. Posle mnogo napora, ona omanjuje, ali umesto da je pogubljenja koje je očekivala, oni je vraćaju u bolnicu. Rej počinje da leči ženu koja uskoro traži novog lekara pošto vidi da on nije sav svoj. Luisova ima teško vreme dok se bori sa stresnim delovima svog novog upravnog položaja kao što je nizak broj zadovoljenih nolesnika i uspeva da otuđi sve pre nego što joj da savet Viverova. Kovač pokušava da podigne Nilino samopouzdanje hvalivši njene tehničke veštine. |              |                              |                    |                                |                       |
| 234 | 11           | Jedina veza                  | Džonatan Kaplan    | Jenlin Čeng                    | 20. januar 2005       |
| Luisova zadužuje Kovača da uči zaposlene kako da razgovaraju učinkovitije sa bolesnicima. Učinak moanjuje kad Prat i Nila upute porodice dvoje neprepoznatih pubertetlija koji su dovezeni u urgentni centar sa ranama od vatrenog oružja i imali različite ishode na pogrešne ljude, a jedina osoba svesna zabune je studentkinja medicine Džejn koja na to nije obratila pažnju. Zastupnik Herb Spivak se pojavljuje u urgentnom centru i pokušava da podigne tužbu protiv Opšte sve dok ne završi kao bolesnik i sam. Prat nastavlja da zasenjuje svojim zdravstvenim veštinama, ali se bori sa svojom ulogom podučavanja. Ebi se vraća na posao dok s bori sa svojom post-otmičarskom povredom, a student medicina Džejk joj pomaže da prevaziđe to. |              |                              |                    |                                |                       |
| 235 | 12           | Dobavljači                   | Kristofer Čulak    | Dejvid Zabel                   | 27. januar 2005       |
| Karter leči 16-ogodišnjakinju kojoj otkazuju bubrezi nakon što je uzela novi lek za svoju bolest. Karterov stari student medicine Džordž Henri je devojčicin lekar i plaćeni je savetnik proizvođača. Kad se stvari pogoršaju, otac se ubija da bi mogao da da svoj preostali bubreg. Karter traži podatke o nuspojavama leka, a krajnje javne opaske mogu da nateraju proizvođača lekova da povuče robu iz Opšte što besni Viverovu i mogu da ugroze težnju Luisova za stalnim radnim mestom. |              |                              |                    |                                |                       |
| 236 | 13           | Posrednik                    | Ernest Dikerson    | Lisa Zverling                  | 3. februar 2005       |
| Kovač i Prat pregledaju čoveka koji je ranjen nakon što se sukobio sa šefom sa pištoljem. Kovač i Dubenko se ne slažu oko mogućih unutrašnjih povreda što tera Kovača da isproba nekoliko postupaka kako bi proverio svoje objašnjenje. Na kraju je Kovač bio tačan, a bolesnik govori kako mu je to najbolji dan u životu. PRat leči dečaka sa sumnjivom dubokom posekotinom, ali ga otpušta uprkos Vendelinim prigovorima sa tragičnim ishodom. Džejk pokušava da ubedi Ebi da bi trebalo da izađu i menja smenu sa Džejn tako da mu Ebi više nije nadzornik. |              |                              |                    |                                |                       |
| 237 | 14           | Takav kakav sam              | Ričard Torp        | Lidija Vudvard                 | 10. februar 2005      |
| Viverova leči dvosmislenu bolesnicu koja otkriva da je Viverovoj biološka majka. Dok provode vreme zajedno, Viverova saznaje priču o svom rođenju (kad je njena majka imala 15 godina) i da njena majka nije bila svesna ishoda porođaja (zbog čega ide sa štakom). Ipak, kad Viverova otkrije svojoj majci - jevanđeljskoj hrišćanki - da je lezbejka, njihov susret postaje klimav. Ebi i Džejk se navikavaju na svoj promenjeni odnos. DŽejn zadivljuje Prata pokazujući mu da može da radi sa potresenim bolesnikom. |              |                              |                    |                                |                       |
| 238 | 15           | Sami u gužvi                 | Džonatan Kaplan    | Di Džonson                     | 17. februar 2005      |
| Kad mlada majka troje dece završi nepokretna zbog moždanog udara, Kovač i Sem žure da je spasu. Nakon saznanja da je kontroverzni hirurški postupak njegovoj supruzi jedina nada za potpuni oporavak, suprug mora da odluči da li da rizikuje njen život kako u nameri da joj spasi kvalitetan život. Prat razgovara sa Morisom o njegovom glupom ponašanju i zadivljuje Luisovu, ali onda je iznenađuje govoreći da nije spreman da postane glavni lekar. Dubenko juri Ebi sa ponudom da zajednički napišu članak. Dok se Karterov i Vendelin odnos produbljuje, poziv u toku noći od Kem ga dovodi do granice i Vendel odlazi. |              |                              |                    |                                |                       |
| 239 | 16           | Tamo i ovde                  | Kristofer Čulak    | Dejvid Zabel                   | 24. februar 2005      |
| Žiža je kontrast između Nilinog života u Opštoj i Galantov sa ZVB-om u Iraku. Devojčica u Iraku je zadobila opekotine zbog napada minobacačem ispred ZVB-a, a tamošnje bolnice su neopremljene pa ne mogu da pomognu pa Galant traži Nilinu pomoć kako bi obezbedila potrebnu negu u Opštoj. Ipak, prebacivanje devojčice u Sjedinjene Države ispada teže nego što se činilo. Zbog usamljenosti, Nila je zamalo spavala sa jednim od Rejevih članova iz benda pre nego što se povukla. Pojava Majkla Galanta. |              |                              |                    |                                |                       |
| 240 | 17           | U svetu                      | Džonatan Kaplan    | Dejvid Zabel i Lisa Zverling   | 24. mart 2005         |
| Nila je iznenađena kad je čula da je Galant došao u urgentni centar sa mladom Irakinjom sa opekotinama, ali oni se kasnije povezuju na ličnom nivou. Semin bivši suprug Stiv dolazi u posetu, a šalteraš Frenk otkriva da je on bio u zatvoru u Koloradu. Stiv upada u Semin i Kovačev stan, ali ga Kovač sprečava da odvede Aleksa. Prat leči dete kome je pištolj ispao iz džepa i otkriva da je dobio pištolj od majke jer ga privlači mlada žena koja vodi program protiv nasilja. Pojava Majkla Galanta. |              |                              |                    |                                |                       |
| 241 | 18           | Odbijanje nege               | Glorija Mucio      | Džo Saks                       | 21. april 2005        |
| Luisova, Nila i Sem su pravno onemogućene da leče ženu koja umire zbog učinka gladovanja kojim želi da spreči da joj sin bude vraćen u rodnu državu, ali kad je njen sin doveden u intenzivnu negu da porazgovara sa njom, on ne pokazuje znake zabrinutosti zbog nje uopšte. Ebi veruje, ali ne može da dokaže da je povređena 72-godišnjakinja žrtva nasilja nad starijim pa su ona i njena sestra pušteni da nastave da prose. Pratov sudar pomaže njemu i Reju da dovedu bolesnicu od raka dojke koja odbija operaciju kao lečenje, a Prat govori Luisovoj da ga i dalje ne zanima da postane glavni lekar uprkos njegovom vođstvu među lekarima. |              |                              |                    |                                |                       |
| 242 | 19           | Rubijevo vaskrsnuće          | Pol Mekrejn        | Lisa Zverling i Lidija Vudvard | 28. april 2005        |
| 85-ogodišnji Džuls Rubadu je doveden i ooptužuje Kartera da mu je ubio ženu pre deset godina kad je bio student medicine i kad ju je prebacio u drugu ustanovu na kraju proučavanja. Iako Ebi veruje da je Rubadu prestar i slab da bi išao na operaciju zbog šuma na srcu, glavni lekari (među kojima je i Anspo) odlučuju da urade operaciju, a Karter mora da odluči da li da odgovori Rubadua od toga uprkos njihovoj prošlosti. Takođe, Moris možda završi na mestu šefa lekara uprkos katastrofalnom predavanju, Rej razbešnjava Kartera kad ne prati postupak kad su se stariji prosjaci pojavili u urgentnom centru opet. Luisova drži predavanje o stalnom mestu, a Sem donosi kući proveru za trudnoću. |              |                              |                    |                                |                       |
| 243 | 20           | Tu si                        | Ernest Dikerson    | Karen Meser i Di Džonson       | 5. maj 2005           |
| Moris je imenovan za novog šefa osoblja i odmah postaju rogovi u vreći on i Prat dok primaju povređene iz požara u stambenoj zgradi. Karter, čija porodična zadruga počinje da gradi novo središte za zdravlje u bolnici, dobija stalan posao dok Luisova ne dobija (zbog previše korišćenja novca), a Luisova iskaljuje svoj bes što nije dobila taj posao na njemu i Reju koji tajno pomaže seksualno zlostavljanoj pubertetlijki. Kovač pronalaze Seminu negativnu proveru za trudnoću i oni zajedno kukaju zbog nedostatka veština razgovaranja. Ebi provodi prijatan dan na katoličkoj proslavi sa Džejkovom porodicom. |              |                              |                    |                                |                       |
| 244 | 21           | Karter je zaljubljen         | Kristofer Čulak    | Džon Vels                      | 12. maj 2005          |
| Nakon što je čuo da je Kemina mama bolesna, Karter leti za Pariz da vidi Kem. Dok je bio tamo, Karter nudi da se vrate u Afriku da počnu ispočetka. Ebi, Rej i Nila prave zdravstvene greške. Dok je bila na savetovanju, Sem otkriva da misli da ona i Kovač ne bi trebalo da budu zajedno. Ebi razjašnjava da ona i Džejk nemaju zajedničku budućnost. |              |                              |                    |                                |                       |
| 245 | 22           | Predstava mora da se nastavi | Džon Vels          | Dejvid Zabel                   | 19. maj 2005          |
| Karteru je poslednja smena u urgentnom centru. Kovač i većina zaposlenih prave Karteru žurku za odlazak. U međuvremenu, Rej i Moris vode svoju žurku koja je ubrzo prekinuta katastrofalno. Lekari leče povređene u Opštoj gde Ebi, Nila i Rej moraju da prihvate izazov sami. Takođe, Sem saznaje da je njen sin Aleks pobegao. Poslednja stalna pojava Džona Kartera. |              |                              |                    |                                |                       |